# Estats Federals d'Àustria
Àustria és una república federal formada per nou estats federals. La Comissió Europea els anomena províncies. Els estats federals austríacs poden aprovar lleis que es mantinguin dins dels límits de la constitució i cada estat federal té representants al parlament austríac.

## Federalisme i poders estatals federals
Cada estat federal austríac té una legislatura electa, un parlament estatal federal i un govern estatal federal dirigit per un governador. Les eleccions tenen lloc cada cinc anys (sis anys a l'Alta Àustria ). La constitució de l'estat federal, entre altres coses, determina com s'assignen els escons al govern de l'estat federal als partits polítics, amb la majoria dels estats federals que tenen un sistema de representació proporcional basat en el nombre de delegats al parlament de l'estat federal. El governador és elegit pel parlament de l'estat federal, encara que a la pràctica el governador és el líder del partit majoritari o de la coalició al parlament de l'estat federal.
Viena, la capital d'Àustria, juga un doble paper com a ciutat i estat federal. L'alcalde té el rang de governador estatal federal, mentre que l'ajuntament també funciona com a parlament estatal federal. Segons la constitució municipal, però, les gestions de la ciutat i de l'estat federal s'han de mantenir separats. Per tant, mentre que l'ajuntament i el parlament de l'estat federal tenen membres idèntics, celebren reunions separades i cada òrgan té presidents separats. Quan es reuneixen com a ajuntament, els diputats només poden ocupar-se dels afers de la ciutat; quan es reuneixen com a parlament estatal federal, només poden tractar els afers de l'estat.
El federalisme austríac és en gran part teòric, ja que els estats federals tenen pocs poders legislatius. La constitució d'Àustria otorgava inicialment tots els poders legislatius als estats federals, però posteriorment s'han retirat molts poders i només en queden uns quants, com ara codis de planificació i zonificació, protecció de la natura, caça, pesca, agricultura, determinades qüestions de caràcter públic o salut i benestar entre d'altres.
Totes les altres qüestions, que inclouen, entre d'altres, el dret penal, el dret civil, el dret corporatiu, la majoria dels aspectes del dret econòmic, la defensa, la majoria dels temes educatius i acadèmics, les telecomunicacions i gran part del sistema sanitari estan regulats per la legislació nacional. Tampoc hi ha poder judicial dels estats federals, ja que la constitució d'Àustria defineix el poder judicial com una qüestió exclusivament nacional. Aquesta centralització segueix un model històric on el poder central durant l'època de l'imperi es concentrava en gran part a Viena.
Els estats federals austríacs estan dotats d'un grau d'autonomia molt menor que els estats americans o els estats federals alemanys. Tot i així, els austríacs tendeixen a identificar-se amb el seu estat federal respectiu i sovint defensen la poca governança independent que té el seu estat federal. No és estrany que els austríacs es considerin abans com a tirolesos que com a austríacs.

## Desenvolupament històric
Pel que fa als límits, els actuals estats federals van sorgir de les terres de la corona d'Àustria-Hongria, un extens regne de parla alemanya va sorgir com la República d'Àustria després de la dissolució de la Monarquia Dual al final de la Primera Guerra Mundial.
Els estats federals de l'Alta Àustria i la Baixa Àustria són essencialment equivalents al que eren les dues meitats de l'Arxiducat d'Àustria, un principat que va formar el cor històric de l'imperi. Salzburg és coterminant amb l'antic ducat austrohongarès de Salzburg (l'antic arquebisbat ). De la mateixa manera, l'estat federal de Caríntia descendeix del Ducat de Caríntia, l'estat federal d'Estíria descendeix del Ducat d'Estíria i l'estat federal del Tirol descendeix del comtat príncep del Tirol ; aquests tres estats federals van haver de cedir territoris a Txecoslovàquia, Itàlia i Iugoslàvia quan Àustria va sorgir en la seva forma actual. L'estat federal de Vorarlberg està format pels territoris adquirits per la Casa d'Habsburg als segles XIV i XV i va ser una part semiautònoma del comtat del Tirol des de 1861.

El Congrés de Viena de 1815 va veure que la majoria d'aquestes àrees van perdre la seva autonomia. Les cartes estatals federals es van establir el 1861, tot i que el poder continuava amb el govern central. Després de la Primera Guerra Mundial, els governs dels estats federals es van declarar part de la República d'Alemanya-Àustria. Les negociacions en aquest moment entre els governs dels estats federals i els governs nacionals van donar com a resultat l'acord per formar una federació, amb una cambra baixa elegida a nivell nacional i una cambra alta que representaven les províncies.
La ciutat-estat federal de Viena va formar part de la Baixa Àustria fins al 1921. L'estat federal de Burgenland està format per la zona predominantment de parla alemanya que el Regne d'Hongria fins al 1921 va haver de cedir a la Primera República d'Àustria després de la Primera Guerra Mundial a conseqüència dels tractats de Trianon i de Saint-Germain-en-Laye.

## Llista d'estats federals
Els nou estats federals d'Àustria són:
| Estat federal (Bundesland)       | Capital      | Població (Gener 2022) | Àrea (km2) | Densitat de població (persones/km2) | Ciutats | Pobles | Governador (Landeshauptmann) | Titular               | Partit | Coalició             |
| -------------------------------- | ------------ | --------------------- | ---------- | ----------------------------------- | ------- | ------ | ---------------------------- | --------------------- | ------ | -------------------- |
| Burgenland                       | Eisenstadt   | 0,297,583             | 03,965     | 0,075                               | 13      | 158    | Governador                   | Hans Peter Doskozil   | SPÖ    | SPÖ                  |
| (Kärnten)                        | Klagenfurt   | 0,564,513             | 09,537     | 0,059                               | 17      | 115    | Governador                   | Peter Kaiser          | SPÖ    | SPÖ, ÖVP             |
| Baixa Àustria (Niederösterreich) | Sankt Pölten | 1,698,796             | 19,180     | 0,089                               | 76      | 497    | Governador                   | Johanna Mikl-Leitner  | ÖVP    | ÖVP, SPÖ, FPÖ        |
| Salzburg                         | Salzburg     | 0,560,710             | 07,155     | 0,078                               | 11      | 108    | Governador                   | Wilfried Haslauer Jr. | ÖVP    | ÖVP, FPÖ             |
| Estíria (Steiermark)             | Graz         | 1,252,922             | 16,399     | 0,076                               | 35      | 251    | Governador                   | Christopher Drexler   | ÖVP    | ÖVP, SPÖ             |
| Tirol (Tirol)                    | Innsbruck    | 0,764,102             | 12,648     | 0,060                               | 11      | 266    | Governador                   | Anton Mattle          | ÖVP    | ÖVP, SPÖ             |
| Alta Àustria (Oberösterreich)    | Linz         | 1,505,140             | 11,983     | 0,126                               | 32      | 406    | Governador                   | Thomas Stelzer        | ÖVP    | ÖVP, FPÖ, SPÖ, Grüne |
| Viena (Wien)                     | Viena        | 1,931,593             | 00,415     | 4,654                               | 01      | 0–     | Alcalde                      | Michael Ludwig        | SPÖ    | SPÖ, NEOS            |
| Vorarlberg                       | Bregenz      | 0,401,647             | 02,602     | 0,154                               | 05      | 091    | Governador                   | Markus Wallner        | ÖVP    | ÖVP, Grüne           |

Als efectes de la llista anterior, una ciutat és una comunitat definida com a ciutat per la llei austríaca, i una ciutat és una comunitat que no es defineix com a ciutat. Moltes de les ciutats d'Àustria tenen xifres de població de l'ordre dels 10.000 habitants; alguns són encara més petits.